# Renaissance Tower (Dallas)
Renaissance Tower je mrakodrap v Dallasu, stojící v ulici Elm Street. Má 56 pater a výšku 270 m, je tak druhý nejvyšší ve městě a 5. v Texasu. Byl navržen firmami Hellmuth, Obata + Kassabaum a HKS Inc. V roce 1974, když byl dokončen, byl nejvyšší mrakodrap ve městě.